# Compton House
Compton House est un grand magasin classé grade II situé sur Church Street à Liverpool, en Angleterre. Le bâtiment est considéré comme l'un des premiers grands magasins construits à cet effet en Europe . Désormais, il fait partie des plus grandes zones commerciales de Liverpool, centrées autour de Church Street .

## Histoire

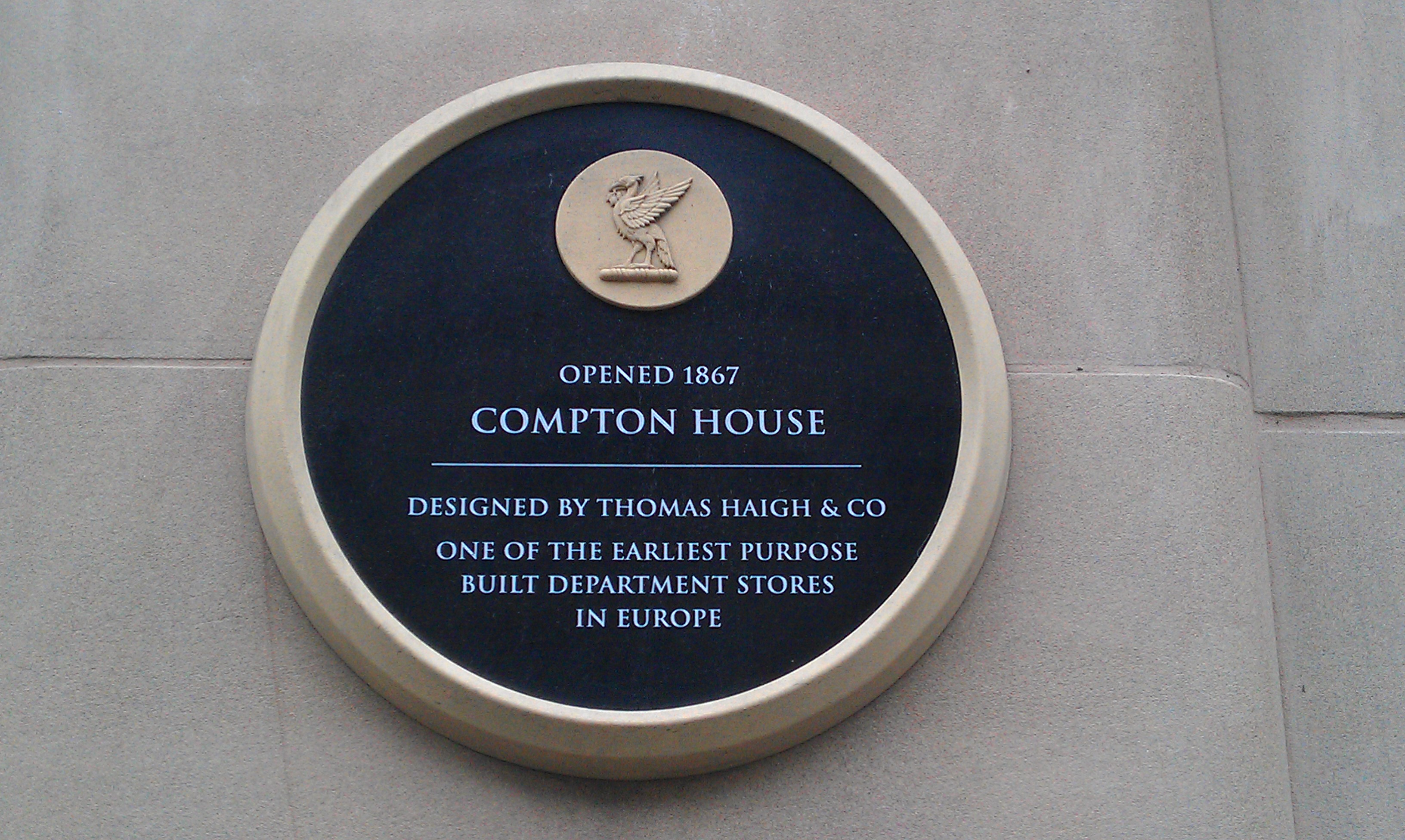
Maison Compton - Plaque

Reconstruit en 1867, après qu'un incendie ait détruit le bâtiment d'origine deux ans auparavant, Compton House était à l'époque le plus grand magasin du monde avec 5 étages. Après la fermeture du magasin en 1871, le bâtiment a été converti en hôtel et rebaptisé Compton Hotel. À son apogée, l'hôtel était décrit comme l'hôtel le plus raffiné et le plus central de la ville, servant principalement des clients américains. Un déclin de l'économie de Liverpool au début du XXe siècle a conduit à la fermeture de l'hôtel en 1927. Le détaillant Marks & Spencer a ensuite déménagé à Compton House en 1928, en faisant ainsi leur magasin phare de la ville.
Depuis cette date Marks & Spencer occupe toujours le bâtiment. 